# STENAPA
De St Eustatius National Parks Foundation, STENAPA, is een niet-gouvernementele organisatie die verantwoordelijk is voor het beheer van de nationale parken op het eiland Sint Eustatius in Caribisch Nederland. STENAPA is lid van de Dutch Caribbean Nature Alliance.
De STENAPA werd op 21 november 1988 opgericht en is op 28 augustus 1995 ingeschreven bij de Kamer van Koophandel van Sint Maarten.
De organisatie werd door de regering van de Nederlandse Antillen aangewezen voor het beheer van Quill/Boven National Park en het Sint Eustatius National Marine Park. Ook heeft de organisatie in 1998 een botanische tuin, de Miriam Schmidt Botanical Garden, aangelegd die een indruk moet geven van de kenmerkende flora en fauna op het eiland en omringende eilanden. Het bezoekerscentrum is gevestigd aan de Gallows Bay in Lower Town Oranjestad.

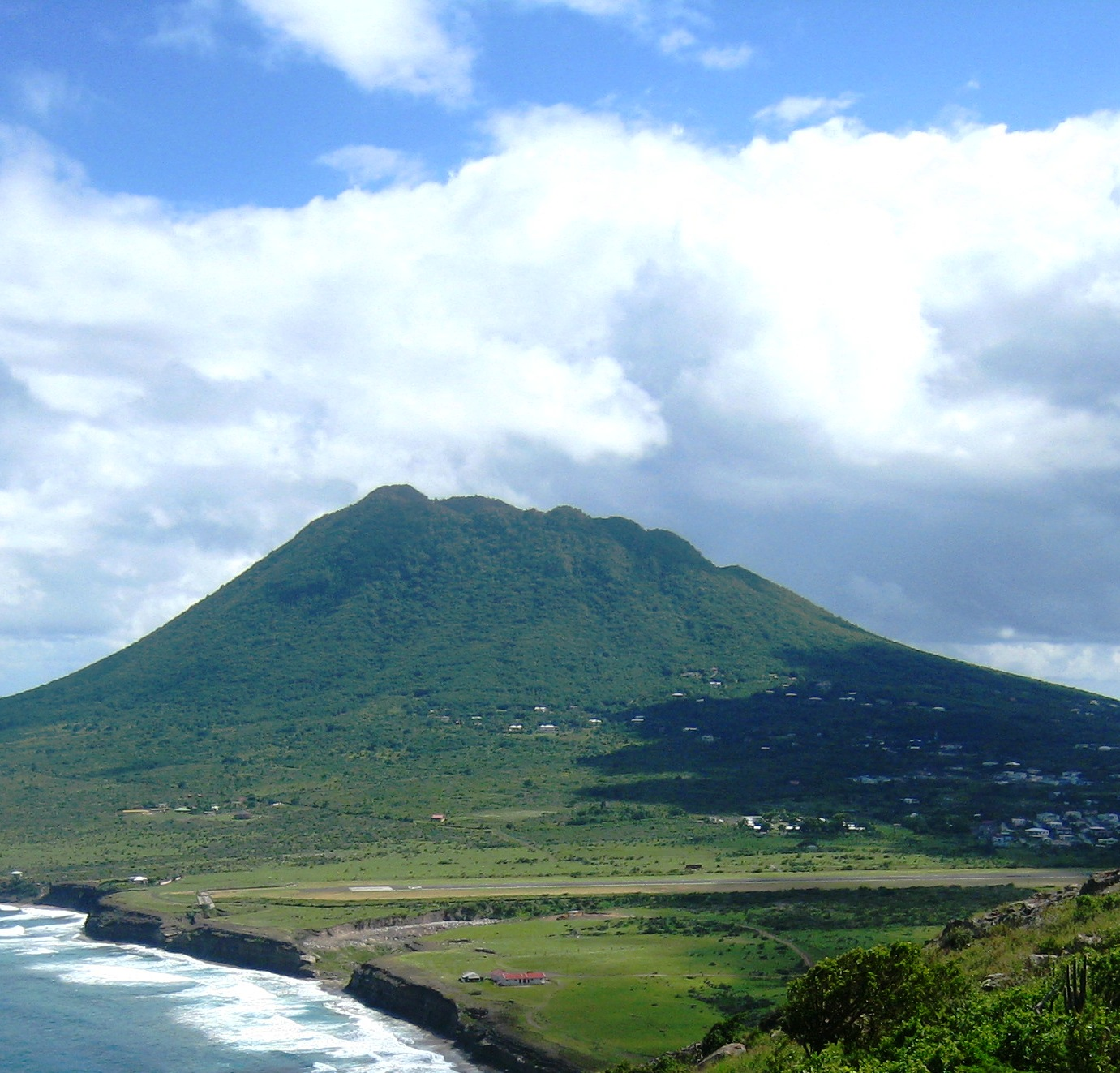
Quill
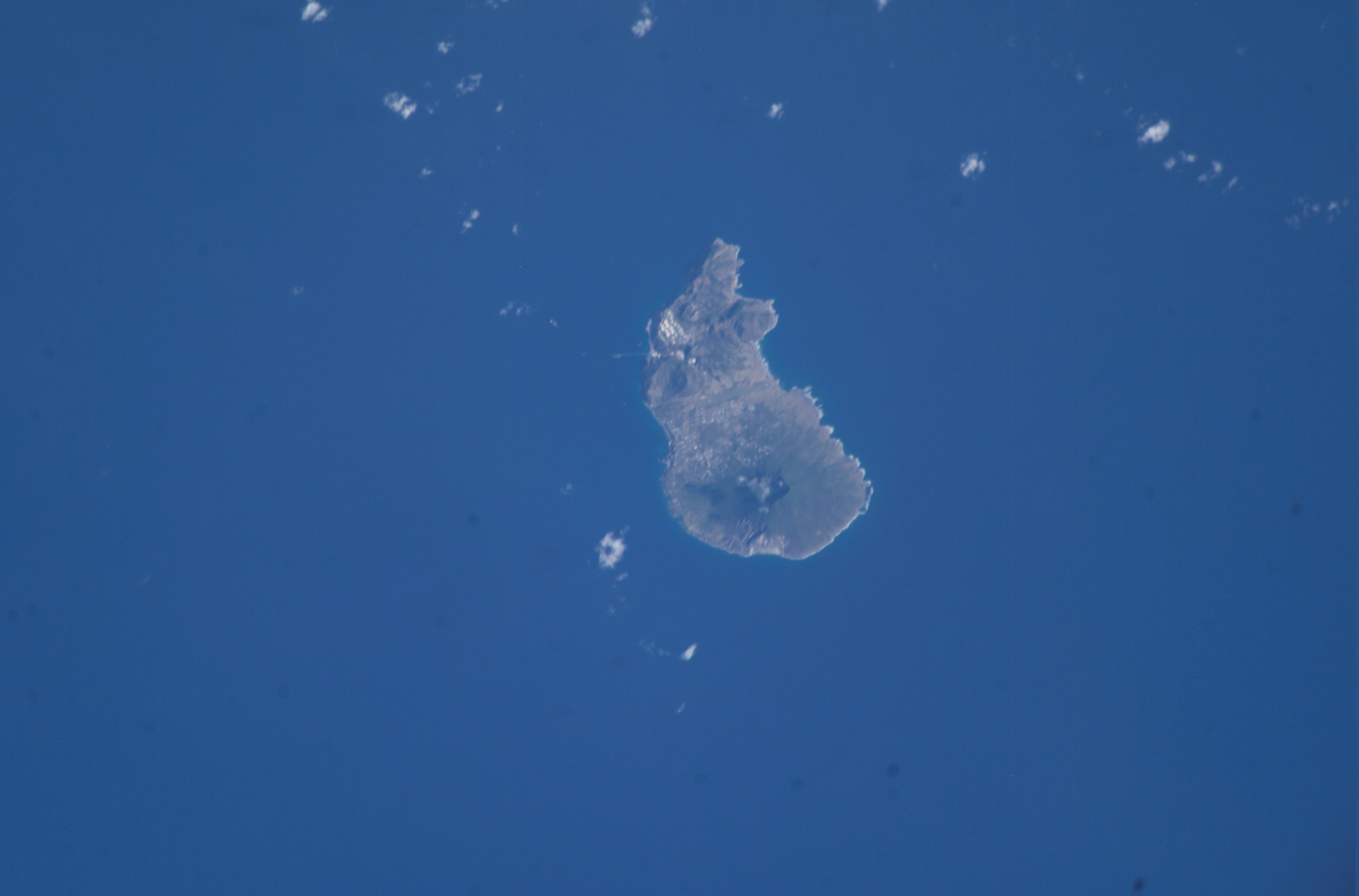
De zee rond St Eustatius (National Marine Park) gezien uit ISS
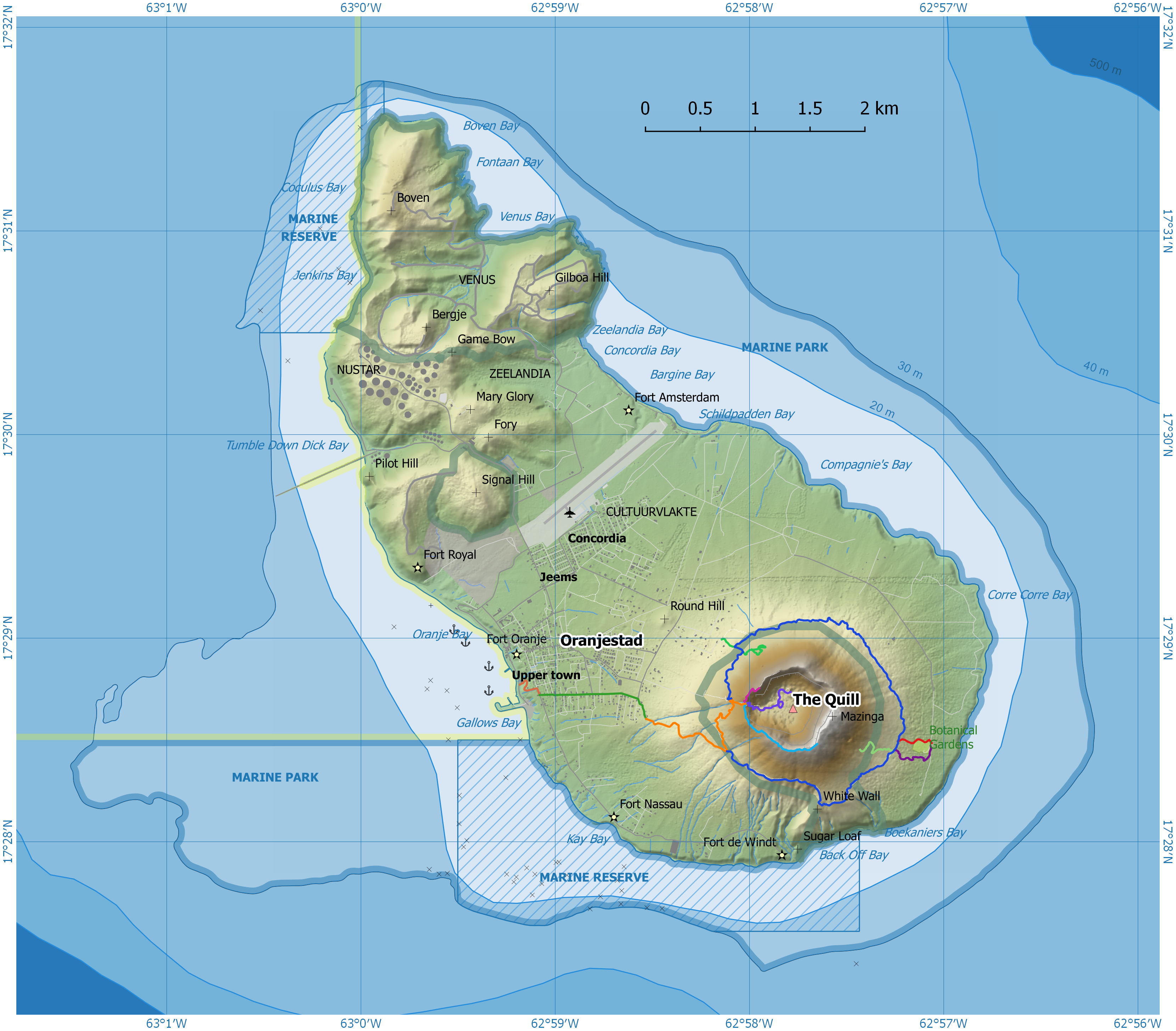
Sint Eustatius National Marine Park reikt tot de 30m dieptelijn